# Зілоті Олександр Ілліч
Олександр Зілоті (нар. 27 вересня (9 жовтня) 1863, Старобільськ Харківської губернії, Російська імперія (нині Луганська область, Україна) — 8 грудня 1945, Нью-Йорк, США) — піаніст та диригент.

## Життєпис
Олександр Зілоті народився 27 вересня (9 жовтня) 1863 року в батьківському маєтку в місті Старобільську Харківської губернії. Батько Ілля Матвійович — відставний штабскапітан, повітовий предводитель дворянства, мати — Юлія Зілоті (уроджена Рахманінова), господиня маслозаводу і хутора Софіївка у 70 верстах від Старобільська. По материнській лінії — двоюрідний брат Сергія Рахманінова.
До 8 років навчався музиці у батька в Старобільську. У восьмирічному віці почав займатися на фортепіано у Миколи Звєрєва в Московській консерваторії, а 1875-го перейшов до класу директора закладу Миколи Рубінштейна. Одночасно навчався теоретичним дисциплінам у Петра Чайковського та Сергія Танєєва. По смерті Рубінштейна брав приватні уроки у Ференца Ліста; 1885-го заснував «Товариство Ліста» у Веймарі. 1887-го року одружився з Вірою Третьяковою, дочкою Павла Третьякова. У 1888-1891 роках вів клас фортепіано у Московській консерваторії.
З 1891 по 1900 живе у Європі (Німеччині, Франції, Бельгії). Здобуває славу як соліст-віртуоз.
Від 1896 почав виступати як диригент.
1901-го року, повернувшись до Російської імперії, рік керує оркестром Московського філармонійного товариства. У 1903 р. переїхав до Петербурга. Там організовує так звані «Концерти О. І. Зілоті», в яких виступав він сам, як піаніст та диригент, що стали одним з найяскравіших явищ у мистецькому житті міста. У концертах Зілоті співпрацював Олександр Оссовський. У цих концертах брали участь також відомі диригенти, інструменталісти і співаки В. Менґельберґ, Ф. Мотль, С. Рахманінов, П. Казальс, Ж. Тібо, Ф. Шаляпін та ін.
1912 р. заснував «Загальнодоступні концерти», 1915 — «Народні безкоштовні концерти», 1916 — «Російський музичний фонд» для допомоги музикантам, які потребують підтримки (за участі М. Горького).
Від 1919 жив у Фінляндії і Німеччині.
1922-го назавжди переїхав до Нью-Йорка, де здобув визнання як піаніст. Від 1926 викладав фортепіано у Джульярдській школі. Там і помер 8 грудня 1945.

Гіпс Олександра Зілоті роботи Гліба Дерюжинського

## Творчість

### Виконавська
Зілоті-піаніст володів високою виконавською культурою. Його гра вирізнялася інтелектом, ясністю, пластичністю фразуванням, блискучою віртуозною майстерністю. Був чудовим ансамблістом, грав у тріо з Еженом Ізаї та Пабло Казальсом; Леопольдом Ауером і Олександром Вержбіловичем, а також у фортепіанному дуеті з Сергієм Танєєвим.

### Диригентська
У величезному репертуарі Зілоті-диригента слід відзначити твори Ліста, Вагнера та Рахманінова (він — перший виконавець багатьох симфонічних творів Сергія Васильовича).

### Інше
Видано багато творів світової фортепіанної літератури під редакцією Зілоті.
Також він відомий як автор кількох обробок творів Йоганна Себастьяна Баха.

## Літературні праці
- Зілоті О. І. Мої спогади про Ліста. Санкт-Петербург, 1911 (рос.)
- Зілоті О. І. Спогади та листи. Ленінград, 1963 (рос.)